# Crimson Skies
Crimson Skies ist ein von den US-amerikanischen Entwicklern Jordan Weisman und Dave McCoy erstelltes fiktives Universum. Grundlage des Universums war dabei das Computerspiel Crimson Skies, das eine Action-Flugsimulation darstellt und von dem Spieleentwickler Zipper Interactive im Jahr 2000 veröffentlicht wurde. Die Handlung selbst spielt in einer alternativen Version der Vereinigten Staaten, die sich aufgrund der Weltwirtschaftskrise, des Ersten Weltkrieges sowie der Prohibition in einen pluralistischen Staat aufgesplittert haben. Aufgrund der zerstörten Infrastruktur finden allgemein Transporte nur über den Luftweg statt. Dabei werden diese Lasttransporte immer wieder das Ziel von Luftpiraten und anderen Staaten. Im Jahr 2003 erschien die Fortsetzung Crimson Skies: High Road to Revenge für die Xbox als auch für die Xbox 360 als Download.

## Handlung des Computerspiels
In Crimson Skies muss man im zu Bananenrepubliken zerfallenen Amerika am Ende der 1930er Jahre Geld durch Luftpiraterie erwerben. Dabei werden Luftschlachten zwischen Söldnern und Luftpiraten ausgetragen. Man übernimmt die Rolle von Nathan Zachary (dem Anführer der Freibeuterbande Fortune Hunters) und muss versuchen eine andere Gruppe von Luftpiraten auszulöschen.
In den einzelnen Missionen muss man beispielsweise Wissenschaftler befreien, Technologien stehlen, Zeppeline abschießen oder einfach nur möglichst viele gegnerische Flugzeuge vom Himmel holen.
Dabei greifen neben den Streitkräften der ex-amerikanischen Staaten unter anderem auch die Engländer und Deutschen ein.

## Entwicklung
Jordan Weisman übernahm für die Entwicklung des Computerspiels die Rolle des Creative Director. Ziel war eine Art von Errol-Flynn-Piratenabenteuer in der Luft zu kreieren. Die Entwicklung begann ursprünglich für Virtual World Entertainment unter dem Namen Corsairs!, dessen Entwicklung jedoch eingestellt wurde. Als die FASA Corporation später Teil von Microsoft wurde ergab sich für Weisman die Chance für ein neues Projekt; seine Wahl war der Neustart des Crimson Skies PC-Spiels.
Die erste ausgelieferte Version des Spiels hatte zahllose technische Probleme, darunter den berüchtigten Bug, der Spielspeicherstände des Spielers löschte. Der kurz darauf veröffentlicht Patch 1.01 behob dieses Problem. Microsoft veröffentlichte später die Version 1.02, welche weitere Probleme wie Instabilitäten in Multiplayer-Spielen und die Verzögerungen durch Ladezeiten verringerte.
Aktuelle ATI- und Nvidia-Grafikkartentreiber unterstützen das Spiel nicht mehr, so dass das Spiel nur noch im Software-Rendering-Modus betrieben werden kann. Einige Mitglieder der Spielercommunity versuchten die Ursache zu identifizieren und NVIDIA zum Beheben des Problems zu bewegen. Letztendlich konnte durch Korrekturen, die von der Community selbst erstellt wurden, sogenannte Fan-Patches, wieder eine Spielbarkeit auf modernen Plattformen erreicht werden.

## Spielmechanik
Im Spiel sind drei verschiedene Modi vorhanden:
1. Es gibt eine ziemlich umfangreiche Kampagne mit ca. 20 Missionen.
2. Es ist eine Sofortaction vorhanden mit unendlich vielen Variationsmöglichkeiten.
3. Und es gibt einen Mehrspielermodus für bis zu 16 Spieler im Netzwerk oder Internet.

## Rezeption
GameStar bewertete das Spiel als motivierende Action-Simulation mit toller Story.

## Merchandising
Neben den Computerspielen wurden auch ein Brettspiel von der FASA Corporation veröffentlicht sowie ein Sammel-Miniaturenspiel von WizKids.

### Romanumsetzungen
- Wings of Justice-Trilogie:
  - „Himmelsstürmer“ („Rogue Flyer“) von Loren L. Coleman
  - „Luftpiraten“ („Devil's Flight“) von Thomas Gressman
  - „Gefecht in den Wolken“ („Falcon's Prey“) von Jason Hardy
- Wings of Fortune-Trilogie:
  - „Piratengold“ („Pirate's Gold“) von Stephen Kenson
  - „Geisterflieger“ („Ghost Squadron“) von Jason Hardy
- Kurzgeschichtensammlung:
  - „Der Große Heliumkrieg“ Kurzromansammlung von Robert E. Vardeman, Loren L. Coleman, Michael A. Stackpole
  - Crimson Skies. Kurzgeschichtensammlung von Eric Nylund, Nancy Berman und Eric S. Trautmann, 2002, englische Ausgabe, Del Ray Verlag, ISBN 0-345-45874-5